# Дейнеко, Степан Петрович
Степан Петрович Дейнеко (22 декабря 1918, Хорошее, Екатеринославская губерния — 15 февраля 1944, Керчь, Крымская АССР) — капитан Рабоче-крестьянской Красной армии, участник Великой Отечественной войны, Герой Советского Союза (1943).

## Биография
Родился 22 декабря 1918 года в селе Хорошее (ныне — Петропавловский район Днепропетровской области Украины) в семье крестьянина. Окончил шесть классов школы, затем школу фабрично-заводского ученичества, после чего работал слесарем. В 1937 году Дейнеко был призван на службу в Рабоче-крестьянскую Красную Армию. В 1938 году он окончил Ворошиловградскую военную авиационную школу. С декабря 1941 года — на фронтах Великой Отечественной войны.
К маю 1943 года капитан Степан Дейнеко был заместителем командира эскадрильи 367-го бомбардировочного авиаполка 132-й бомбардировочной авиадивизии 4-й воздушной армии Северо-Кавказского фронта. К тому времени он совершил 200 боевых вылетов на бомбардировку скоплений боевой техники и живой силы противника, его военных объектов, нанеся ему серьёзный урон.
Указом Президиума Верховного Совета СССР «О присвоении звания Героя Советского Союза начальствующему составу Военно-Воздушных сил Красной Армии» от 24 мая 1943 года за «образцовое выполнение боевых заданий командования на фронте борьбы с немецкими захватчиками и проявленные при этом отвагу и геройство» был удостоен высокого звания Героя Советского Союза с вручением ордена Ленина и медали «Золотая Звезда» за номером 1001.
15 февраля 1944 года во время воздушного боя над портом Керчи, когда самолёт Дейнеко был подбит, лётчик направил его на немецкий транспорт, погибнув при взрыве.
Был также награждён двумя орденами Красного Знамени, орденом Отечественной войны 1-й степени.